# Mercato rionale coperto di viale Monza
Il mercato comunale coperto di viale Monza di Milano (oggi Mercato comunale Monza), è una galleria commerciale adibita a mercato comunale costruita nel 1933
dal Comune di Milano, allora amministrato dal podestà Marcello Visconti di Modrone, e progettata dagli ingegneri Luigi Lorenzo Secchi e L. Massari. All'epoca della costruzione si sviluppava su un'area di 1 322 metri quadrati.

## Storia e descrizione
L'edificio rappresenta uno dei primi mercati coperti realizzati nella città di Milano, fino ad allora servita da piccoli mercati rionali su suolo pubblico e realizzati con carattere provvisorio.
La costruzione, interamente in cemento armato, si presenta con una planimetria rettangolare, costituita da un solo piano fuori terra. Di particolare interesse la copertura a volta che ricorda le grandi coperture metalliche delle stazioni ferroviarie del XIX secolo.
Il Mercato è organizzato in 3 navate in cemento armato, disposte con il loro asse parallelamente alla via Crespi; la navata centrale ha una luce di 18,5 metri e un'altezza di 16 metri. All'epoca della costruzione il Mercato poteva ospitare banchi per 140 metri lineari ed era progettato in modo che, con piccole modifiche strutturali, potesse mutare l'uso in autorimessa o luogo per tenere spettacoli. Il sotterraneo, ampio quanto la costruzione, era ideato per contenere celle frigorifere ed essere magazzino per le merci.
Nella sua forma originale, di chiara impronta razionalista, l'ingresso era adornato da due lunghi fasci littori, poi asportati alla fine della seconda guerra mondiale.